# Carl Frederik von Blixen-Finecke

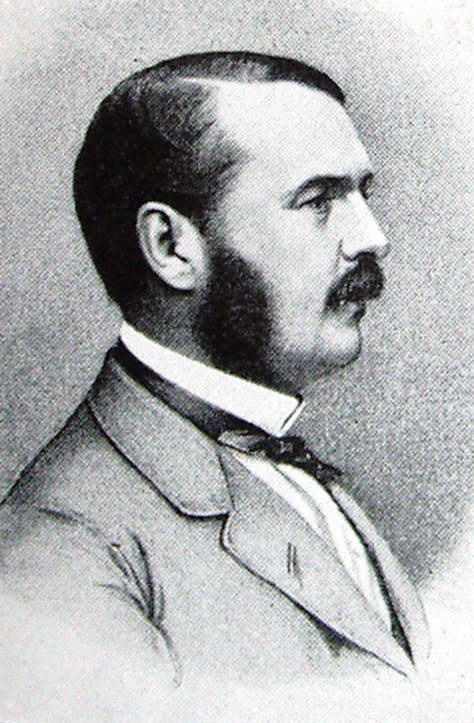
Carl von Blixen-Finecke

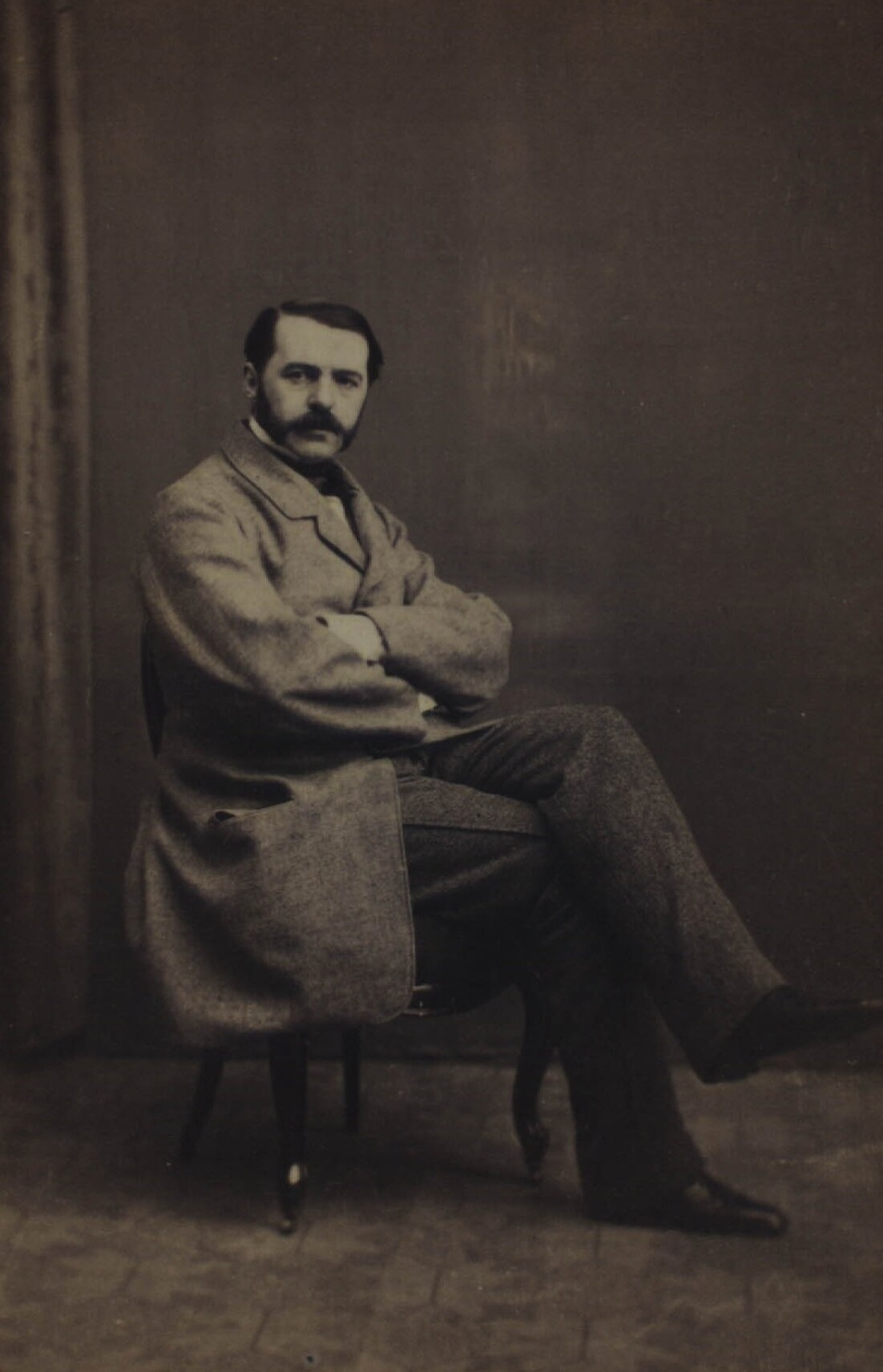
Carl von Blixen-Finecke, ca. 1860

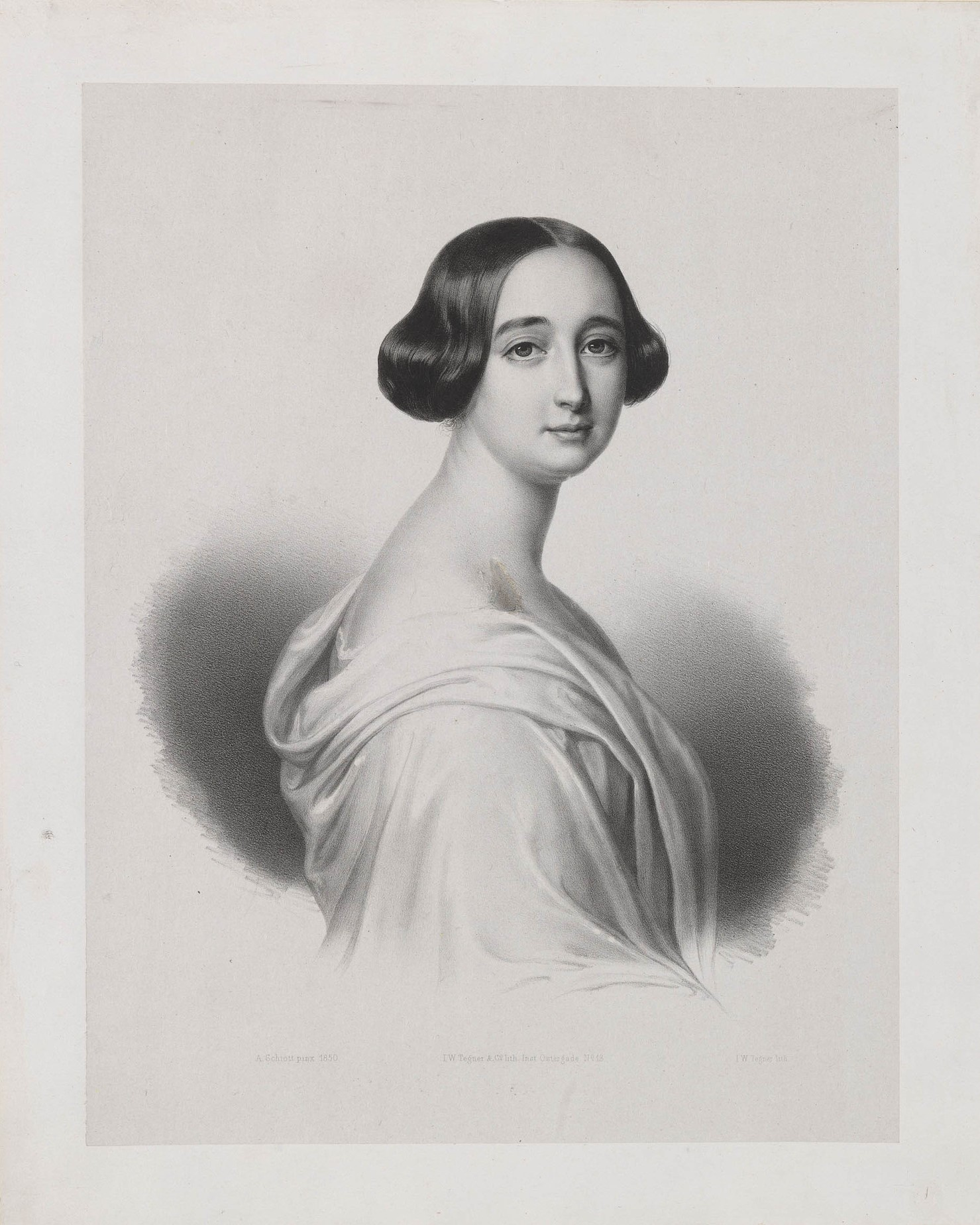
Prinzessin Augusta von Hessen-Kassel

Carl Frederik Axel Bror von Blixen-Finecke (* 15. August 1822 auf Schloss Dallund auf Fünen, Dänemark; † 6. Januar 1873 in Baden-Baden) war ein dänisch-schwedischer Freiherr, Gutsbesitzer und Politiker des 19. Jahrhunderts.

## Leben
Carl von Blixen-Finecke wurde als Sohn des dänisch-schwedischen Kammerherrn und Fideikommissbesitzers Conrad Frederik von Blixen-Finecke auf dem Schloss Dallund im nordwestlichen Teil der Insel Fünen geboren. Dieses Gut gehörte der Familie seit 1801. Daneben besaß sie noch den Fideikommiss Näsbyholm in Schonen und die Güter Klein Zastrow und Sestelin in Vorpommern. Letztere hatte zur Zeit seiner Geburt der Großvater Carl Philipp von Blixen-Finecke inne, der 1801 Dallund erworben hatte.
Carl Frederik von Blixen-Finecke wurde bereits 1829 durch den frühen Tod beider Eltern Vollwaise und wuchs unter einer strengen Vormundschaft auf. Vom Vater erbte er die Güter Dallund auf Fünen in Dänemark und Näsbyholm in Schonen. 1844 erbte er nach dem Tod seines Onkels Carl Philipp Reinhold von Blixen-Finecke auch dessen Güter Klein Zastrow und Sestelin in Vorpommern, die er aber 1848 an den Greifswalder Kaufmann Johann Philipp Hermann Weißenborn verkaufte. Er studierte ab 1840 Rechtswissenschaften an der Universität Göttingen und wurde dort Mitglied im Corps Hannovera. Blixen heiratete in 2. Ehe mit Auguste von Hessen-Kassel, eine Schwester der späteren dänischen Königin Louise von Hessen und war somit mit König Christian IX. verschwägert.
Im Ministerium unter Carl Eduard Rotwitt war von Blixen-Finecke Dänischer Außenminister und Minister für Schleswig.
1852 wurde Carl Frederik in den Bund der Freimaurer aufgenommen. Seine Loge war die Sankt Christopher in Kristianstad.
Er war Vater von Frederik von Blixen-Finecke und der Großvater des Großwildjägers Bror von Blixen-Finecke, des Ehemannes der Schriftstellerin Karen Blixen.
Blixen-Finecke wurde auf dem Friedhof Skamby Kirkegård in Søndersø auf Fünen bestattet.

## Galerie

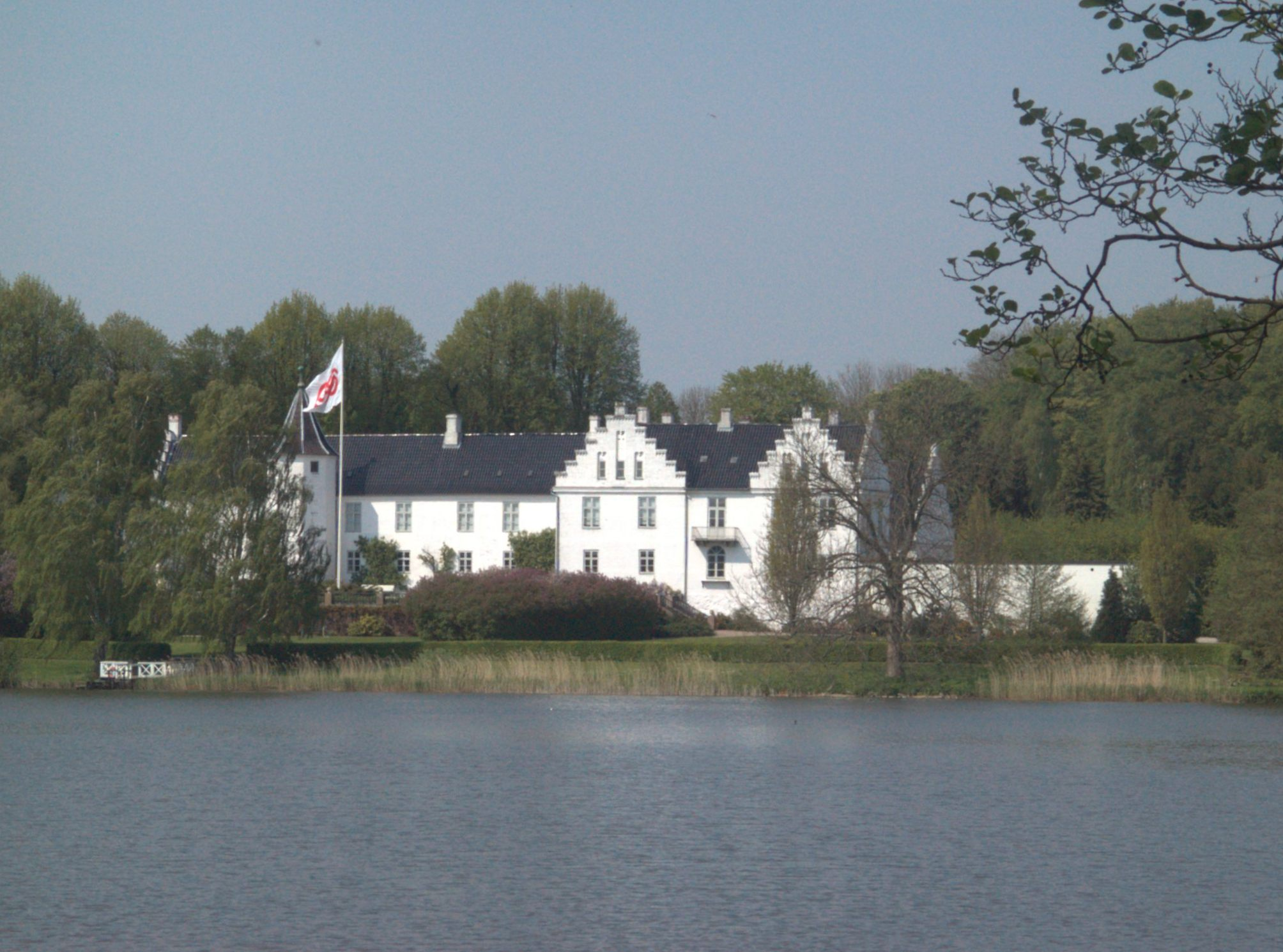
Schloss Dallund
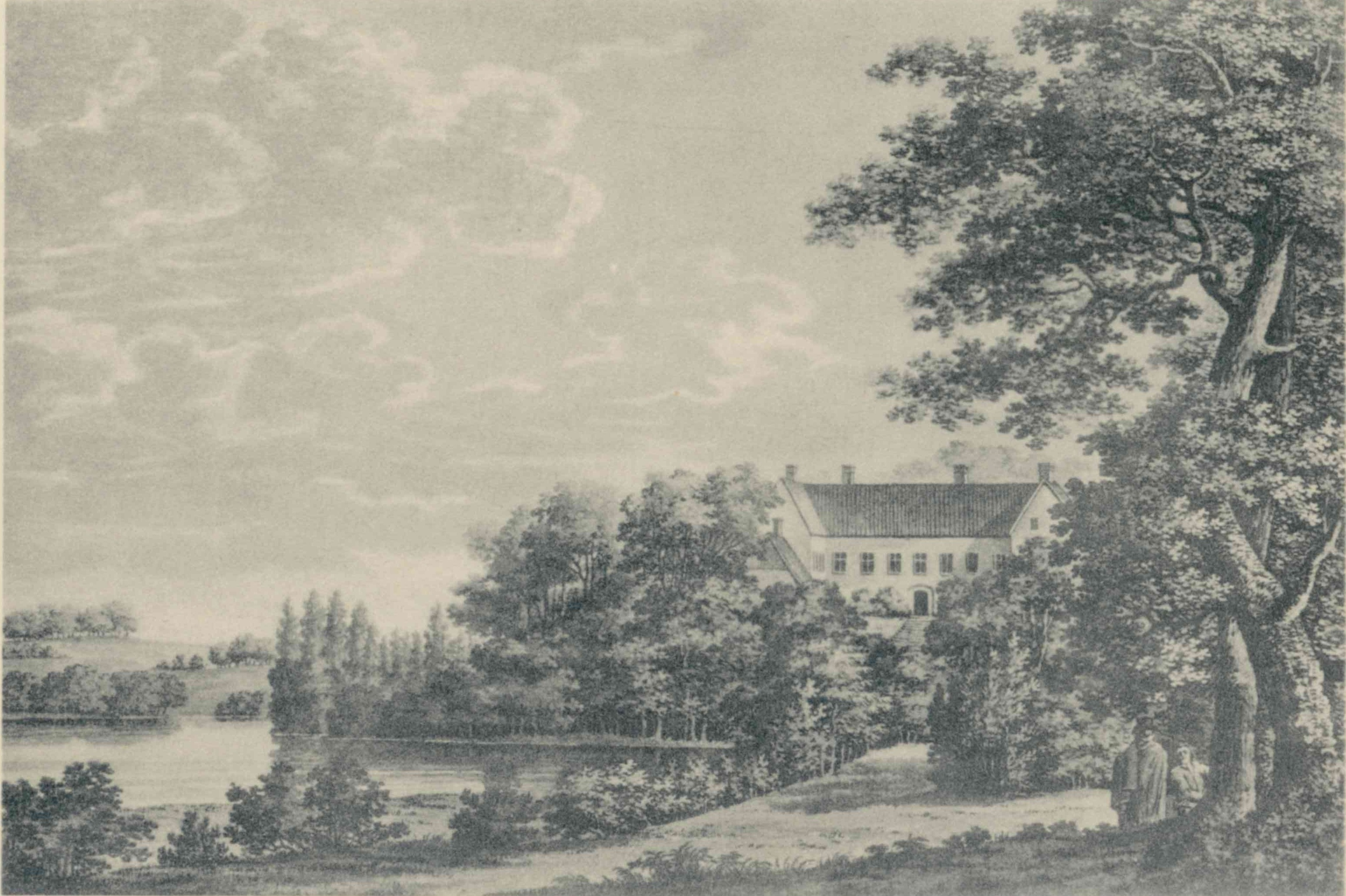
Stich von Näsbyholm in 1822
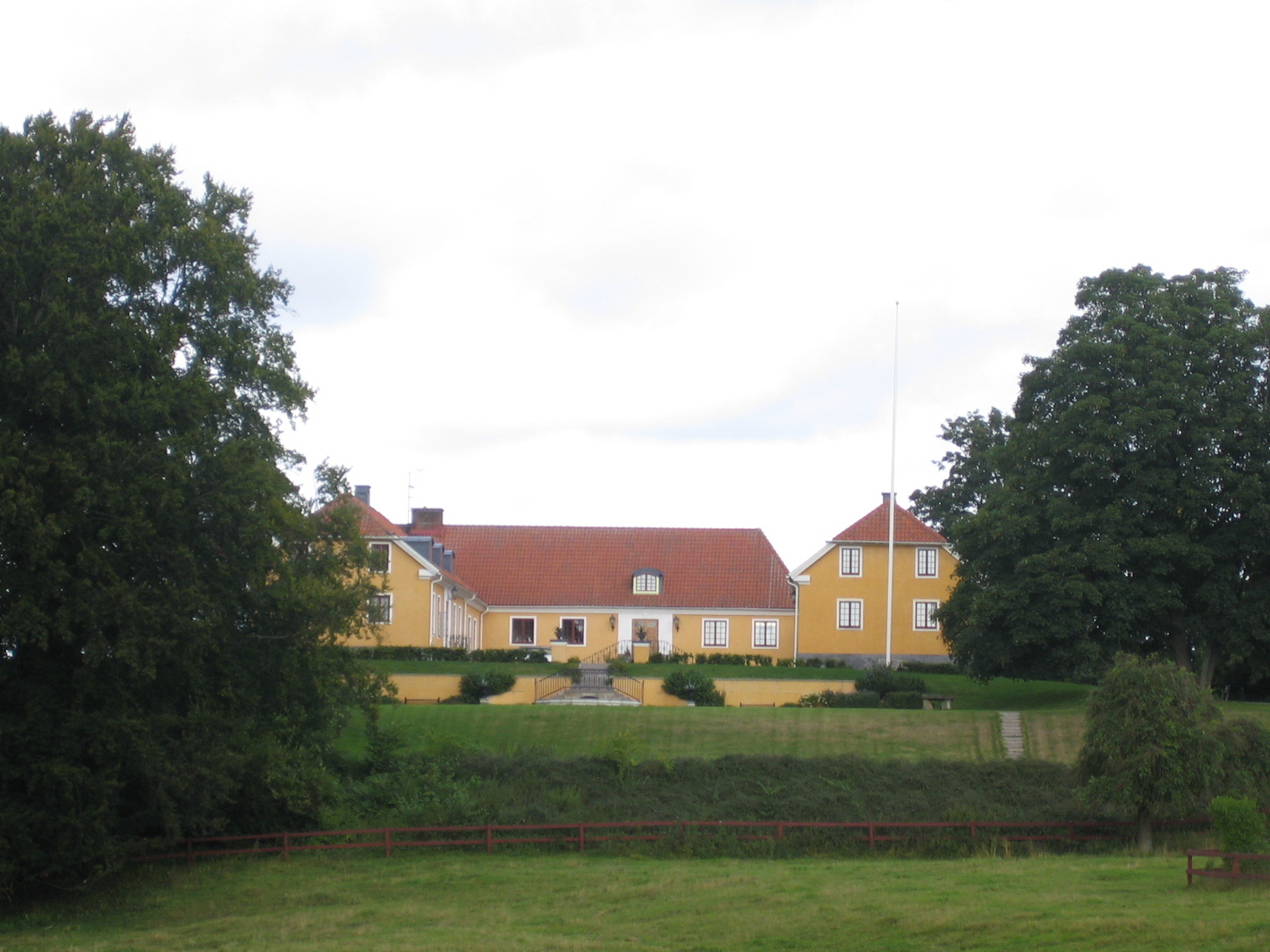
Näsbyholm heute

## Ehrungen
- Großkreuz des Dannebrogordens
- Großkreuz des Nordstern-Ordens